# Raye Hollitt

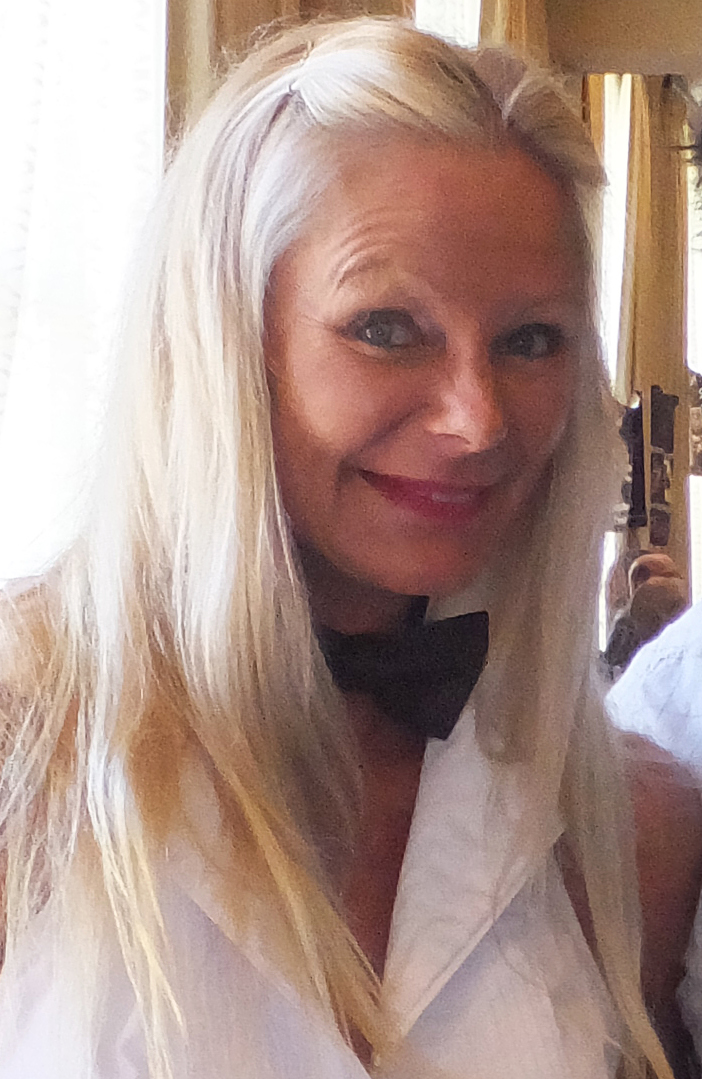
Raye Hollitt (2014)

Raye Hollitt (* 17. April 1964 in Wilkes-Barre, Pennsylvania) ist eine US-amerikanische Bodybuilderin und Schauspielerin. Sie ist ebenfalls bekannt unter ihrem Bühnennamen Zap.

## Leben
Hollit trat von 1987 bis 1992 in Wettbewerben des National Physique Committee an. Sie wurde bekannt durch ihre Rolle der Zap in der Fernsehserie American Gladiators, dessen Namen sie auch noch später als Pseudonym benutzte. Von 1989 bis 1995 war sie in insgesamt 109 Episoden zu sehen. Zuvor konnte sie bereits in einigen Filmen Erfahrungen in Nebenrollen sammeln. Sie wurde außerdem in Fachzeitschriften als Covermodel abgelichtet.
Sie war mit dem Schauspieler und Bodybuilder Ted Prior verheiratet. Die beiden sind Eltern einer Tochter.

## Bodybuilding

### Wettbewerbe
- 1987: NPC Extravaganza – Platz 2 (HW)
- 1988: NPC Junior USA Championship – Platz 5 (HW)
- 1988: NPC Los Angeles Championship Platz 1 (HW & Overall)
- 1992: NPC California Championship – Platz 2 (HW)
- 1992: NPC Nationals – Platz 6 (HW)

### Coverbilder
- Women's Physique World, Juli 1988
- Musclemag International, Oktober 1991
- Muscle Training Illustrated, Mai 1992
- Musclemag International, Dezember 1992
- Musclemag International, Januar 1993
- Muscular Development, Februar 1993
- Muscular Development, Februar 1994
- Women's Physique World, Mai/Juni 1995

## Filmografie
- 1987: Knast Fighter (Penitentiary III)
- 1989: Skin Deep – Männer haben’s auch nicht leicht (Skin Deep)
- 1989: The Immortalizer
- 1989–1995: American Gladiators (Fernsehserie, 109 Episoden)
- 1991: Concrete War
- 1992: Blossom (Fernsehserie, Episode 3x05)
- 1992: Baywatch – Die Rettungsschwimmer von Malibu (Baywatch) (Fernsehserie, Episode 3x07)
- 1993: Hot Shots! Der zweite Versuch (Hot Shots! Part Deux)
- 1994: Cyborg 3
- 1995: JAG – Im Auftrag der Ehre (JAG) (Fernsehserie, 2 Episoden)
- 1996: Power Ladies – Auf Biegen und Brechen (Day of the Warrior)
- 1997: Muppets Tonight! (Fernsehserie, Episode 2x10)
- 1998: Letters from a Killer
- 2001: Manhunt (Fernsehserie)
- 2007: Revamped
- 2008: The Ode